# 흰넓적다리붉은쥐
흰넓적다리붉은쥐(학명: Apodemus peninsulae)는 붉은쥐의 일종이다. 러시아 극동과 중국 북부, 한반도, 사할린섬 그리고 홋카이도를 포함하여 동북아시아에 널리 분포한다. 제주도에서는 발견되지 않는다. 성체가 되었을 때 몸길이는 76-125mm이며, 꼬리 길이는 몸길이와 비슷한 75-112mm 정도이다.

## 같이 보기
- 한국의 포유동물